# ドラゴンスラッシュ
『ドラゴンスラッシュ』は、Com2uS Holdingsより配信されたスマートフォン用ゲームアプリ。同社が韓国国内向けに配信した『별이되어라!』（星になれ！）のグローバル配信タイトルである。略称は「ドラスラ」。続編としてHYBE IMより前日譚『星になれ ヴェーダの騎士たち』が配信されている。

## 概要
韓国国内にて、2014年2月17日に『별이되어라!』が配信開始。その後、グローバル版としての調整が施された本作が2015年5月14日に配信された。
グローバル版のタイトルは『Dragon Blaze』とされているが、日本国内においてはタイトー社の『ドラゴンブレイズ』との商標問題を避けるため、タイトルを『ドラゴンスラッシュ』として配信された。また、中国では『星之后裔』、台湾では『星之後裔』と韓国版に近いタイトルが付けられている。
2018年には全世界のダウンロード数が2,000万回を突破し、2021年3月には累計売上が300億円に達した。
2025年1月をもって新規キャラクターとコンテンツの追加を終了し、その後、2025年8月25日にサービス終了となった。
サーバー
グローバルサーバーのサーバー時間はシンガポール標準時が適用されており、日本時間では午前1時にゲームアプリ内の日付が変更される。
2015年のアプリ配信当初はアメリカ、日本、台湾、アジア、ヨーロッパ、中国の6つのサーバーが用意されていたが、2023年6月のアップデートにより、日本、台湾、中国のサーバーがアジアサーバーに統合された。その後、2024年1月にアメリカ、ヨーロッパ、アジアのサーバーがグローバルサーバーとして統合された。
言語
下記の9言語に対応している。開始時に自動で選択されるが、設定により変更することも可能である。
- 日本語
- 朝鮮語
- 中国語（簡体字）
- 中国語（繁体字）
- タイ語
- 英語
- ドイツ語
- フランス語
- ロシア語

## ストーリー
モンスター種族との戦争が続くクラウンズランディング王国の城壁の戦いから物語は始まる。オークに襲われた主人公を救ったのは100年前に世界を救った五大偉人の一人、魔法使いホワイトヘルだった。ホワイトヘルは主人公を「ボデンの末裔」と呼び、戦争を終わらせるために力を貸して欲しいと告げる。冒険者の宿の主人ベルスノウの助言を受けながら、「生ける者と死せる者の王」デスクラウンと王国の姫メルセデスの悲恋、そして戦争の背後にいる破滅の王ラグナロクの陰謀を追って行くことになる。

## ゲームシステム
定期的なアップデートにより、キャラクター強化手段の拡張や、コンテンツの追加が行われるのは他の運営型ゲームアプリと同様である。本タイトルの特徴として、アップデートの累積によって複雑化した各種システムが、大規模アップデートの際に統合、廃止されることにより、よりシンプルなシステムに刷新される点が挙げられる。

## キャラクター

### 統合グレード
通常仲間 (2015年5月～2020年11月)
C、B、A、S、SS、SSSグレードの仲間。ストーリーの更新とともに追加され、800体近くの仲間が実装された。2020年11月のアップデートにより強化素材に変換されグレードは削除された。
降臨仲間 (2015年7月～2020年11月)
2015年7月のアップデートにより追加された。「五大偉人」「七大天使」「ボデン」「覚醒英雄」「タイタン」の5つの勢力に54名の仲間が実装された。2017年3月のアップデートにより40名が『超越仲間』への強化が可能となった。2020年11月のアップデートにより強化素材に変換されグレードは削除された。
- 覚醒英雄

「覚醒英雄」の勢力として降臨仲間グレードが実装された21名のうち、アカード、ロッキー、ファルシオン、パータ、ロア、カルカス、イブランテ、カルルン、ファイ、アズール、エルデン、シャベル、ティヌビエン、リリスの14名は降臨仲間のみで『超越仲間』としては実装されなかった。シャベル、ティヌビエン、リリスの3名は後にイベント英雄として実装されている。
バスター (2016年4月～2019年)
2016年4月のアップデートにより追加された。仲間が装備する特殊なグレードで、「ドラゴンバスター」「ダークソウル」「ギガンテス」の3つの勢力に20体のバスターが実装された。後のアップデートによりバスター級は廃止され、「ドラゴンバスター」は強化装備として、「ギガンテス」は外見を変更する「タイタン」勢力の『英雄コレクション』として、「ダークソウル」は『神威仲間』の勢力として再実装された。
- ドラゴンバスター

2016年4月より実装され、2019年5月に『キャラクター』の強化装備として、2020年11月にはコンテンツ固有の強化装備として改修された。プルートー、ウラヌス、イプシロン、ガイア、スティグマ、オメガ、イオタの7体が実装された。
超越仲間 (2017年3月～2020年11月)
2017年3月のアップデートにより追加された。「五大偉人」「七大天使」「ボデン」「覚醒英雄」「タイタン」の5つの勢力に40名の仲間が実装された。2020年11月に『英雄』グレードに統合された。
覇王仲間 (2018年5月～2020年11月)
2018年5月のアップデートにより追加された。「七太子」「ハイドンの翼」「イースター私掠艦隊」「アリア・ド・ガセス」「四天王の剣」の5つの勢力に31名の仲間が実装された。2020年11月に『英雄』グレードに統合された。
神威仲間 (2018年12月～2020年11月)
2018年12月のアップデートにより追加された。「五大聖位」「恋人、剣聖、そして…」「堕落の七罪源」「エネアド」「ダークソウル」の5つの勢力に32名の仲間が実装された。2020年11月に『英雄』グレードに改修された。
英雄 (2020年11月～2022年8月)
2020年11月のアップデートにより『超越仲間』、『覇王仲間』、『神威仲間』が『英雄』に統合された。16の勢力に110名の英雄が実装された。2022年8月に『ファーストインパクト』に統合された。

### ファーストインパクト
超越・覇王・神威グレードとして実装された仲間を対象として、2019年12月以降のアップデートによりファーストインパクト強化が解放された。17の勢力に112名の英雄が所属する。
- 五大偉人

2015年7月より『降臨仲間』として追加され、2017年3月より『超越仲間』への強化が解放された。ホワイトヘル、デスクラウン、グレイソウル、ブラッドウィンド、ブラックヘブンの5名が所属する。
- 七大天使

2015年9月より『降臨仲間』として追加され、2017年4月より『超越仲間』への強化が解放された。グラエル、ファラエル、リウエル、リブガエル、カミエル、マカエル、ピヨエルの7名が所属する。
- ボデン

2016年2月より『降臨仲間』として追加され、2017年7月より『超越仲間』への強化が解放された。マナランディ、ブリーズフォクシー、ドランクンファルコン、ストームベア、ポーラートレイシー、ヘルホーク、アローティガー、シャドウハウル、マグリットの9名が所属する。
- 覚醒英雄

2015年5月より『通常仲間』として実装され、2016年5月より21名が『降臨仲間』への強化が解放され、その内の7名が2017年10月より『超越仲間』への強化が解放された。ウィンドランナー、グラームキング、メルセデス、ターク、ルシエン、ティエル、ベルスノウの7名が所属する。
- タイタン

2017年1月よりアトラス、テティス、プロメテウス、ヒュペリオン、クロノス、ヘリオスの6名が『降臨仲間』として追加され、2017年11月より『超越仲間』への強化が解放された。
この6名は2017年1月より『バスター』の同名の「ギガンテス」としても実装された。バスター級は後に廃止されたが、「ギガンテス」は2021年3月に『英雄コレクション』として実装され、外見のみ利用可能となった。
2018年1月よりメティス、レア、ディオネ、ペルセス、シレネ、クリオスの6名が『降臨仲間』と『超越仲間』の2つのグレードで同時に実装された。「タイタン」勢力には上記の12名が所属する。
- 七太子

2018年5月より『覇王仲間』として追加された。アーリン、イオン、ヴァン、チェン、ランラン、ミユMK5、モモの7名が所属する。
- ハイドンの翼

2018年6月より『覇王仲間』として追加された。カイヘン、シーズ、ジークフリード、ナイアーラソテップ、セイ、ティヒの6名が所属する。
- イースター私掠艦隊

2018年10月より『覇王仲間』として追加された。クレイ・エセル、ゼルエル・ゾルディック、フランシス・ロロノア、ジェーン・ド・ゲレバイル、アン・ボニー、クリストファー・エイバリーの6名が所属する。
- アリア・ド・ガセス

2018年10月より『覇王仲間』として追加された。テレナス、アシュレイ、イシリエン、ダルカン・ドラシル、アレリア、リ・セイムン、ラステア・テリン、アイシャの8名が所属する。
- 四天王の剣

2018年11月より『覇王仲間』として追加された。ベルダ、イネリー、アッシュ、ヴェネッタの4名が所属する。
- 五大聖位

2018年12月より『神威仲間』として追加された。バイオレット・リスク、ファーストクラウン、ハーツ・ヘルシング、ブリーズ・ザ・ウィンター、ブレイズ・イーターの5名が所属する。
- 恋人、剣聖、そして…

2018年12月より『神威仲間』として追加された。ロック・ジン・ラグナ、メルエン、エル・グラビス、エルヘンの4名が所属する。
- 堕落の七罪源

2019年3月より『神威仲間』として追加された。ラス、グリード、エンヴィー、ソロス、プライド、ラスト、グラトニーの7名が所属する。
- エネアド

2019年7月より『神威仲間』として追加された。オシリス、ネフティス、ヌト、イシス、アヌビス、ホルス、ハトル、セト、ゲブの9名が所属する。
- ダークソウル

2016年7月より『バスター』として追加された。バスター級はその後廃止されたが、「ダークソウル」は2019年12月より『神威仲間』の勢力として追加された。ティル、シヴァ、タナトス、モルガナ、ラグナロク、アスク、サシャの7名が所属する。
- ノアの英雄

2015年5月より『キャラクター』としてプレイヤーが個別に名前を付ける主人公として実装されていたが、2020年11月のアップデートにより『英雄』の勢力として再実装された。英雄の名前もその際に設定された。レオン、エリサ、リリージョイ、シャーロット、ベン、レオナルド、アナの7名が所属する。
- イベント

2022年9月のイベントでシャベルが、2023年1月のイベントでティヌビエンが追加された。

### セカンドインパクト
2021年5月のアップデートにより追加された。「五大守護龍」「七皇」「ブラックハンズ」「伝説の五大英雄」「ゴッドイーター」の5つの勢力に27名の英雄が所属する。
- 五大守護龍

2021年5月より追加された。エル・ガイア、フォン・リーパー、バーニャ、ブラマン、ダッキ、エル・アスターの6名が所属する。
- 七皇

2021年7月より追加された。マルドゥーク、サタン、アトゥム、クルン、アシュラ、ズルワン、アザトースの7名が所属する。
- ブラックハンズ

2021年12月より追加された。ベレド、ビューネ、メフィストの3名が所属する。
- 伝説の五大英雄

2022年3月より追加された。オーディン、アストライア、ハイドン、インプ、バーソロミューの5名が所属する。
- ゴッドイーター

2022年5月より追加された。ティーレックス、トリケス、ミクロラプトル、アンキロ、プレシオ、プテラの6名が所属する。

### サードインパクト
2022年8月のアップデートにより追加された。「創世の五大龍」「アーキテクト」「エシル」「アークエンジェル」「イベント」の5つの勢力に35名の英雄が所属する。
- 創世の五大龍

2022年8月より追加された。バーニャ・ザ・ハデス、ブラフマ、リーパー・フォン・メタトロン、ユピル・エル・ガイア、ゾロ・エル・アスターの5名が所属する。
- アーキテクト

2022年10月より追加された。ゲルヘティス、ヘルムート、シビラ、エラ、ケプレテ、ヒルデガルト、アデンシュタインの7名が所属する。
- エシル

2023年1月より追加された。ヘスティア、ミネシアン・ウラヌス、エピメテウス、クラトス、ニックス、フォントス、ベルダンディ、ヒドロス、アイテル、タラサの10名が所属する。
- アークエンジェル

2023年5月より追加された。エピオーネ、フィーバス、ラーク、ビアー、ウィンターバナ、アルテミス、カロプス、クレーター、エオス、フローラ、メレテ、ゼフィロスの12名が所属する。
- イベント

2023年3月のイベントでリリスが追加された。

### フォースインパクト
2023年10月のアップデートにより追加された。「オデュッセイア」「ボイド」などの勢力が実装された。
- オデュッセイア

2023年10月より追加された。ベーダ・アストライア、シャルマ・インプ、レビアタン・バーソロミュー、グリームニル・オーディン、クリームヒルト・ハイドンの5名が所属する。
- ボイド

2024年2月より追加された。ティア、キシ、ネルガル、エンリ、アンジュの5名が所属する。

### エトランゼ
2023年5月のアップデートにより追加された特別な勢力。ファーストインパクトとして実装され、専用の強化方法によってセカンドインパクト、サードインパクト、フォースインパクトに順次アップグレードする。カトリーナのみが所属する。

## シリーズ
星になれ ヴェーダの騎士たち
2021年3月19日に開発元のFLINTより、『별이되어라2:베다의 기사들』（ドラゴンスラッシュ2 ヴェーダの騎士たち）および『KNIGHTS OF VEDA』と題されたティザートレーラーがYouTubeに投稿された。
動画内には中世ヨーロッパ風の騎士やゾンビなどが登場しており、プレイヤーは戦争の神から力を与えられた最後の騎士として「ヴェーダの騎士」と呼ばれる12人の人物を追い、世界の真実を明らかにするための冒険に挑むことになる。当初は運営もFLINTにより行われる予定であった。
2022年3月18日にはセカンドトレーラーが公開された。動画内には「すべての生者と死者の王」「ボデン騎士団」「アストライア」など本作との繋がりを示す語句も出ており、本作の前日譚とされている。PC、iOS、Androidのクロスプラットフォームとしてローンチされる。同年11月19日にはHYBEのゲーム事業子会社であるHYBE IMが運営を行うことが発表された。
2023年8月17日、運営を行うHYBE IMより正式タイトルが『星になれ ヴェーダの騎士たち』（英語: ASTRA: Knights of Veda、朝鮮語: 별이되어라2: 베다의 기사들）となることが発表された。前後して各種SNSアカウントも開設され、日本語、英語、韓国語のトレーラーとSteamストア内における発売前ページが公開された。インターフェイスは13言語に対応し、音声は日本語と英語、韓国語に対応している。
リリース後は3週間単位での新規キャラクター追加、1月半単位での小規模エピソード追加、6～8ヶ月後に大規模アップデートでのストーリー追加を行うとしている。
2023年10月9日から10月17日までの期間においてファーストグローバルβテストが実施された。合わせて公式コミュニティサイトとブランドサイトが開設されたが、その後、公式グローバルサイトへ統合された。
2024年3月5日、事前登録を開始。グローバルモデルに平手友梨奈を起用し、テレビCMなどのプロモーションを行った。同年4月2日にサービスを開始。
- 本作との関連

『ドラゴンスラッシュ』の物語は惑星ノアの大陸「ドラゴンの着陸地」から始まるが、前日譚『星になれ ヴェーダの騎士たち』の物語は別の名称の大陸である「アリア大陸」と「プレニス大陸」から開始される。
ただし、「ドラゴンの着陸地」という大陸の名は五大偉人の降臨にちなんだものなので、偉人降臨前の世界観では他の名称で呼ばれていたことになる。
前日譚では、本作のメインキャラクターで「生ける者と死せる者の王」と呼ばれるデスクラウンに関わる物語が描かれることになる。